# Kanguroszczurowate
Kanguroszczurowate (Potoroidae) – rodzina australijskich ssaków z rzędu dwuprzodozębowców (Diprotodontia) wyodrębniona z kangurowatych, z którymi mają wiele cech wspólnych. Dawniej liczne na terenie niemal całego kontynentu, obecnie wyparte do południowo-wschodnich wybrzeży.

## Charakterystyka
Kanguroszczurowate wyglądem przypominają kangury lub walabie, ale są od nich mniejsze. Najmniejsze osiągają rozmiary szczura, a największe – królika. Podobnie jak kangurowate, kanguroszczury mają silnie rozwinięte tylne kończyny, zwłaszcza stopy, jednak dysproporcja pomiędzy przednimi a tylnymi kończynami nie jest tak wyraźna jak u kangurów. Kanguroszczury przy większej prędkości poruszają się skacząc na tylnych kończynach, jak kangury, a przy małych prędkościach poruszają się na czterech kończynach, podobnie jak to robią króliki. Ogon kanguroszczurów jest częściowo chwytny, często wykorzystywany do podtrzymywania niesionych w łapach przedmiotów, np. materiału do budowy gniazda. Torba lęgowa jest dobrze rozwinięta, otwiera się do przodu. Różnice pomiędzy przedstawicielami obydwu rodzin wyrażają się również w szczegółach uzębienia.
Kanguroszczurowate występują na terenach porośniętych gęstym podszytem. Wiele gatunków zaliczanych do tej rodziny żywi się wydobywanymi z ziemi owocnikami grzybów. Zjadają też bulwy, nasiona i owady.

## Systematyka
Rodzina Potoroidae została wyodrębniona z kangurowatych w 1978 przez Archera i Bartholamai’a. W kangurowatych klasyfikowana była jako podrodzina Potoroinae. Kanguroszczurowate wraz z kangurowatymi (Macropodidae) tworzą nadrodzinę Macropodoidea. Do rodziny należą następujące podrodziny:
- Bettongiinae Flannery & M. Archer, 1987
- Potoroinae J.E. Gray, 1821

Opisano również rodzaje wymarłe:

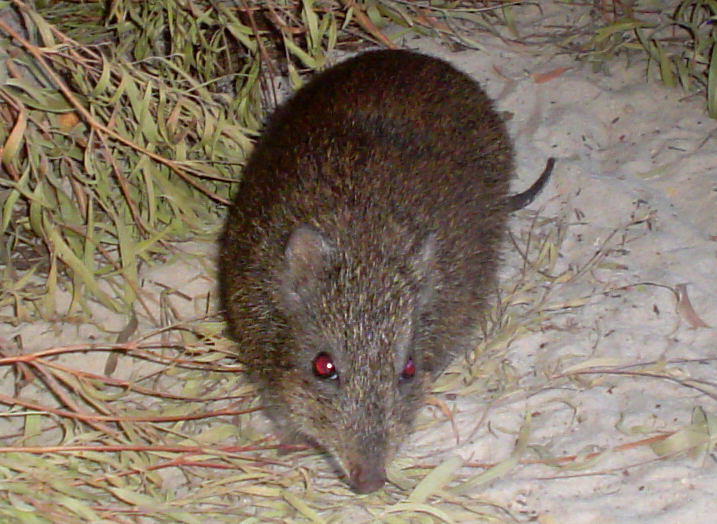
Kanguroszczur reliktowy (Potorous gilberti)

- Borungaboodie Prideaux, 1999[8] – jedynym przedstawicielem był Borungaboodie hatcheri Prideaux, 1999
- Milliyowi Flannery, Rich, Turnbull & Lundelius, 1992[9] – jedynym przedstawicielem był Milliyowi bunganditj Flannery, Rich, Turnbull & Lundelius, 1992

## Zagrożenia
Z gatunków żyjących w czasach współczesnych dwa są uważane za prawdopodobnie wymarłe. Kanguroszczurek pustynny (Caloprymnus campestris), nie był obserwowany od 1935. Ostatni osobnik kanguroszczura szerokolicego (Potorous platyops) został znaleziony w 1875. Dwa kolejne gatunki są zagrożone wyginięciem, a tylko dwa można uznać za liczne.
Do głównych zagrożeń należy spowodowane działalnością człowieka i pożarami ograniczanie siedlisk oraz ataki ze strony drapieżników – lisów, dzikich psów i kotów.